# 南昌市心远中学
南昌市心远中学，创立于1901年，旧校址位于今南昌环湖路口（今佑民寺附近）的平远山房家塾，为今天南昌二中的前身。是江西成立最早的以修习研讨西洋实科及语言为主的新式学堂，与天津南开、长沙明德同为当时中国三大私立中学。目前是南昌市教育局主管的民办全日制完全中学，江西省首批重点中学，江西省优秀重点中学以及江西省首批普通高中名校。

## 概述
学校的前身是“乐群英文学堂”，其创建者为南昌熊氏家族，主持人熊元锷为江西历史上最后一位解元，后来由其族人熊育钖接手，并先后改名为“南昌熊氏私立心远英文学堂”、“心远中学堂”、“南昌熊氏私立心远中学校”，熊育钖相继任堂长、校长。作为一所新式学堂，心远不再专重经学国文的教学，而注重于自然科学和外语，开设了算学、英文、物理、化学和西洋史地等课程，许多教科书都用外文原版，聘请省内外名师，鼓励学生朝理工方向发展，并开设游艺、体育、各种研究会等多门，办有文艺、学术刊物。抗日期间，心远中学先后迁南昌县冈上乡、吉安陂头、南城上塘、宁都甜头等地。抗战胜利后迁回南昌市三道校原址。1949年9月，与剑声中学、青年中学合并为南昌二联中（今南昌二中）。
2013年8月，经南昌市教育局批准，以南昌二中为主题，在南昌二中教育集团爱国路校区（原南昌四中校园）开办南昌市心远中学。2015年，南昌市心远中学红谷新城校区正式开始招生。2018年，南昌市心远中学与南昌市立德朝阳中学合作开办南昌市立德朝阳中学。
据2020年9月南昌市心远中学官网显示，本校共有46个教学班，2424名学生，其中小学部共有6个班270人，初中部共有35个教学班1924人，高中部（包括中美国际教育班）230余人。

## 知名校友
- 王继春[4]